# Berlin Express
Berlin Express is een Amerikaanse dramafilm uit 1948 onder regie van Jacques Tourneur.

## Verhaal
Niet lang na het einde van de Tweede Wereldoorlog reist een groep mensen per trein door Duitsland. Een Duitser met een vredesplan wordt geschaakt door kwaadaardige mannen die zijn ideeën willen verijdelen. De andere passagiers trachten hem bijtijds terug te vinden, zodat hij een belangrijke vredesconferentie kan bijwonen.

## Rolverdeling
| Acteur            | Personage                     |
| ----------------- | ----------------------------- |
| Merle Oberon      | Lucienne                      |
| Robert Ryan       | Robert Lindley                |
| Charles Korvin    | Perrot                        |
| Paul Lukas        | Dr. Bernhardt                 |
| Robert Coote      | Sterling                      |
| Reinhold Schünzel | Walther                       |
| Roman Toporow     | Lt. Maxim Kiroshilov          |
| Peter von Zerneck | Hans Schmidt                  |
| Otto Waldis       | Kessler                       |
| Fritz Kortner     | Franzen                       |
| Michael Harvey    | Sgt. Barnes                   |
| Tom Keene         | Majoor                        |
| Robert Dalban     | Hoofd Franse geheime diensten |